# Phare de Cap Canaveral
Le phare de Cap Canaveral (en anglais : Cape Canaveral Light) est un phare situé à l'intérieur de la Base de lancement de Cap Canaveral, dans le Comté de Brevard en Floride.

## Historique

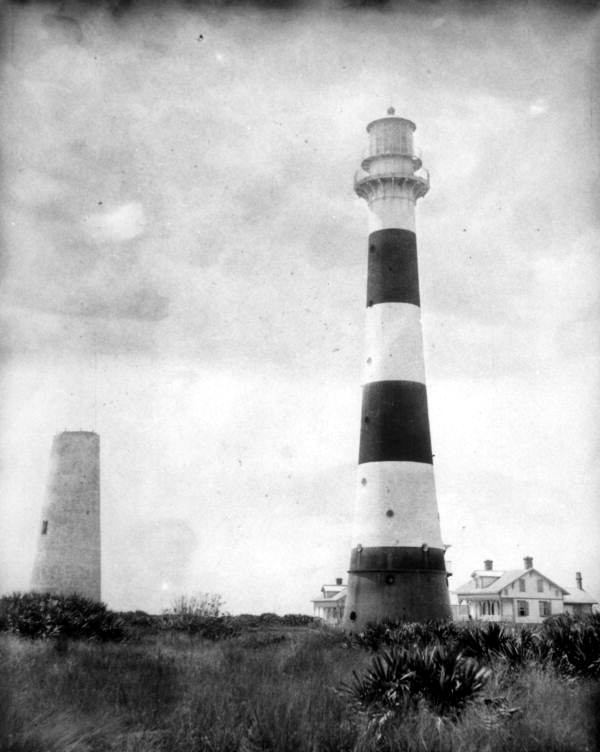
L'ancien phare (à gauche) et le nouveau (à droite) de Cape Canaveral, en Floride, avant que cette dernière ne soit déplacée à 1,5 miles vers l'intérieur des terres en 1893.

La lumière a été établie en 1848 pour avertir les navires des hauts-fonds dangereux qui se trouvent au large de ses côtes. Il est situé à l'intérieur de la base aérienne de Cape Canaveral et est géré par la 45ème escadre spatiale de l'United States Air Force, avec l'aide de la Cape Canaveral Lighthouse Foundation . Il s'agit du seul phare pleinement opérationnel appartenant à l'U.S. Air Force. La propriété de celui-ci a été transféré de l'U.S. Coast Guard à l'U.S. Aire Force le 14 décembre 2000.
La tour actuelle du phare a été déplacée plus à l’intérieur des terres entre 1893-1894. Elle était à l'origine équipée d'une lentille de Fresnel de premier ordre, qui est maintenant exposée au musée du phare de Ponce de Leon Inlet qui a été retirée de la tour en 1993. Le phare est automatisé depuis 1960. Au cours des années 2006-2007, la structure a été repeinte à l'aide de matériaux modernes.
Le phare est ouvert au public et faisait auparavant partie de la visite publique du Air Force Space & Missile Museum. Cependant, depuis 2013, la 45e escadre spatiale n'offre plus de visite de la région. Les visites guidées se font sous réservation auprès de la Fondation du phare de Cap Canaveral. Les visiteurs ne peuvent monter que jusqu’au cinquième étage du phare, l’armée de l’air estimant que les étages restants sont une responsabilité en matière de sécurité et qu’ils ont besoin d’un accès spécial.
La Fondation du phare de Cap Canaveral et ses bénévoles jouent un rôle essentiel dans les projets de restauration et dans l’interprétation de l’histoire du phare. Les plans futurs de la fondation incluent la restauration des trois cottages du gardien pour une utilisation polyvalente.

## Description
Le phare   est une haute tour conique en fonte portant galerie et lanterne de 46 m de haut. La tour est peinte en blanc avec trois bandes horizontales noires et la lanterne est noire.
Il émet, à une hauteur focale de 42 m, deux flash blanc séparés de 5 secondes par période de 20 secondes. Sa portée est de 24 milles nautiques (environ 44 km).

## Caractéristiques dufeu maritime
Fréquence : 20 secondes (W)
- Lumière : 0.2 seconde
- Obscurité : 4.8 secondes
- Lumière : 0.2 seconde
- Obscurité : 14.8 secondes

Identifiant : ARLHS : USA-108 ; USCG : 3-0625 ; Admiralty : J2888 . NGA : 11484 .

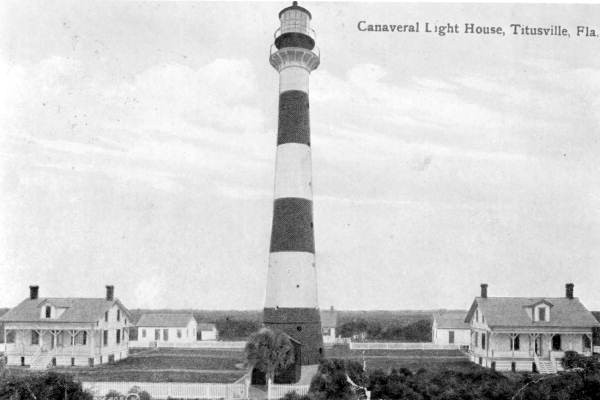
Le phare de 1910 (photo USCG)
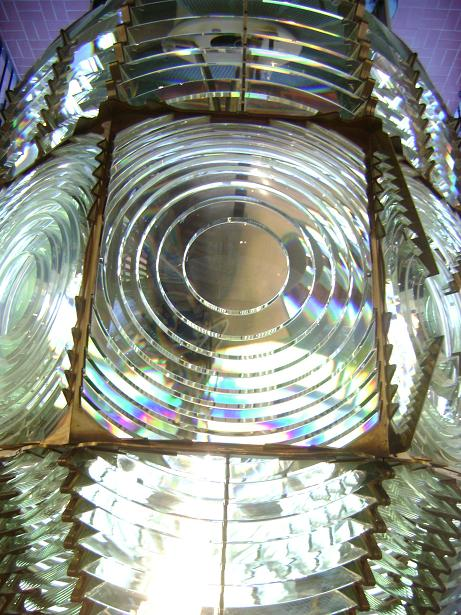
La lentille de premier ordre
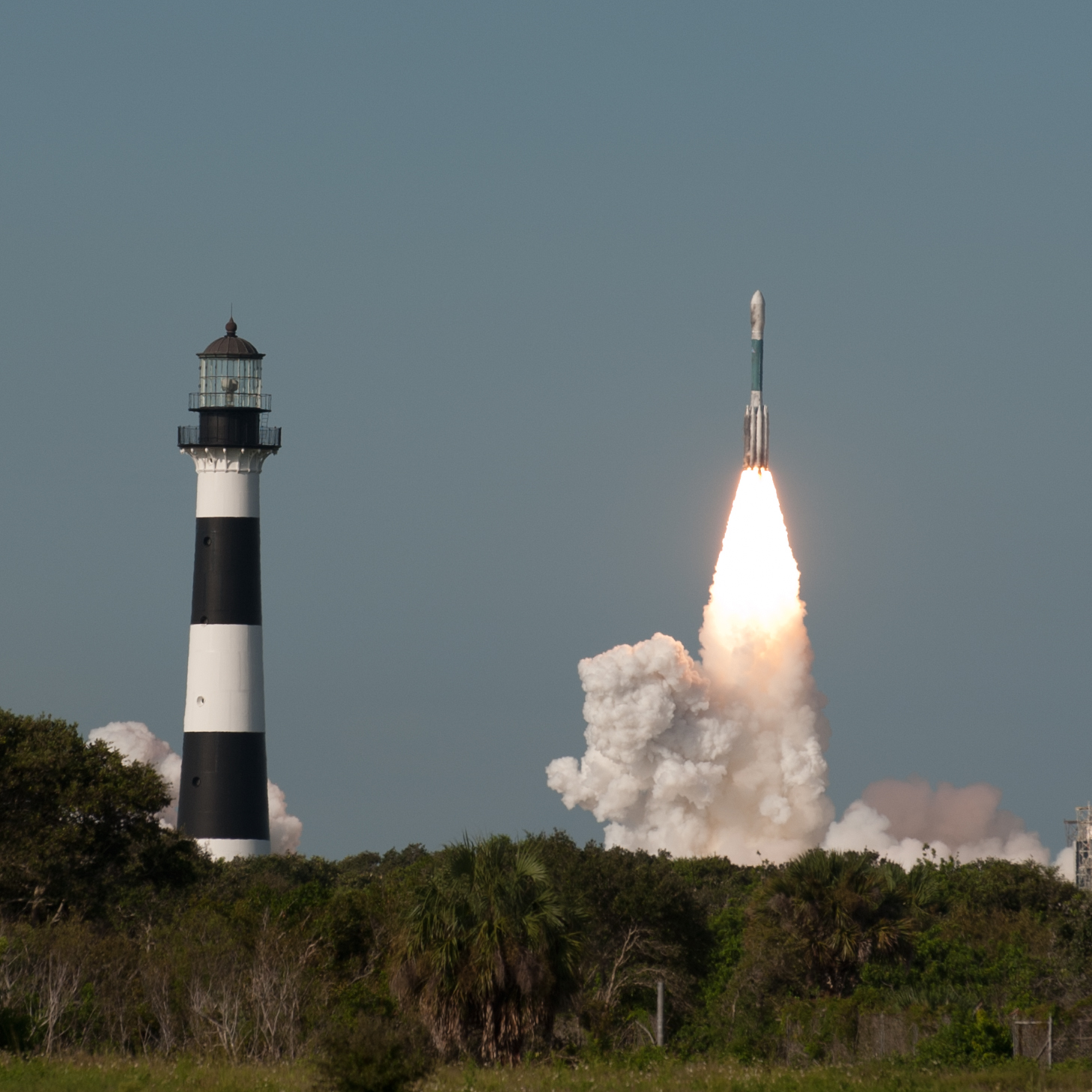
Le phare en 2011

### Lien connexe
- Liste des phares en Floride